# Aso ebi

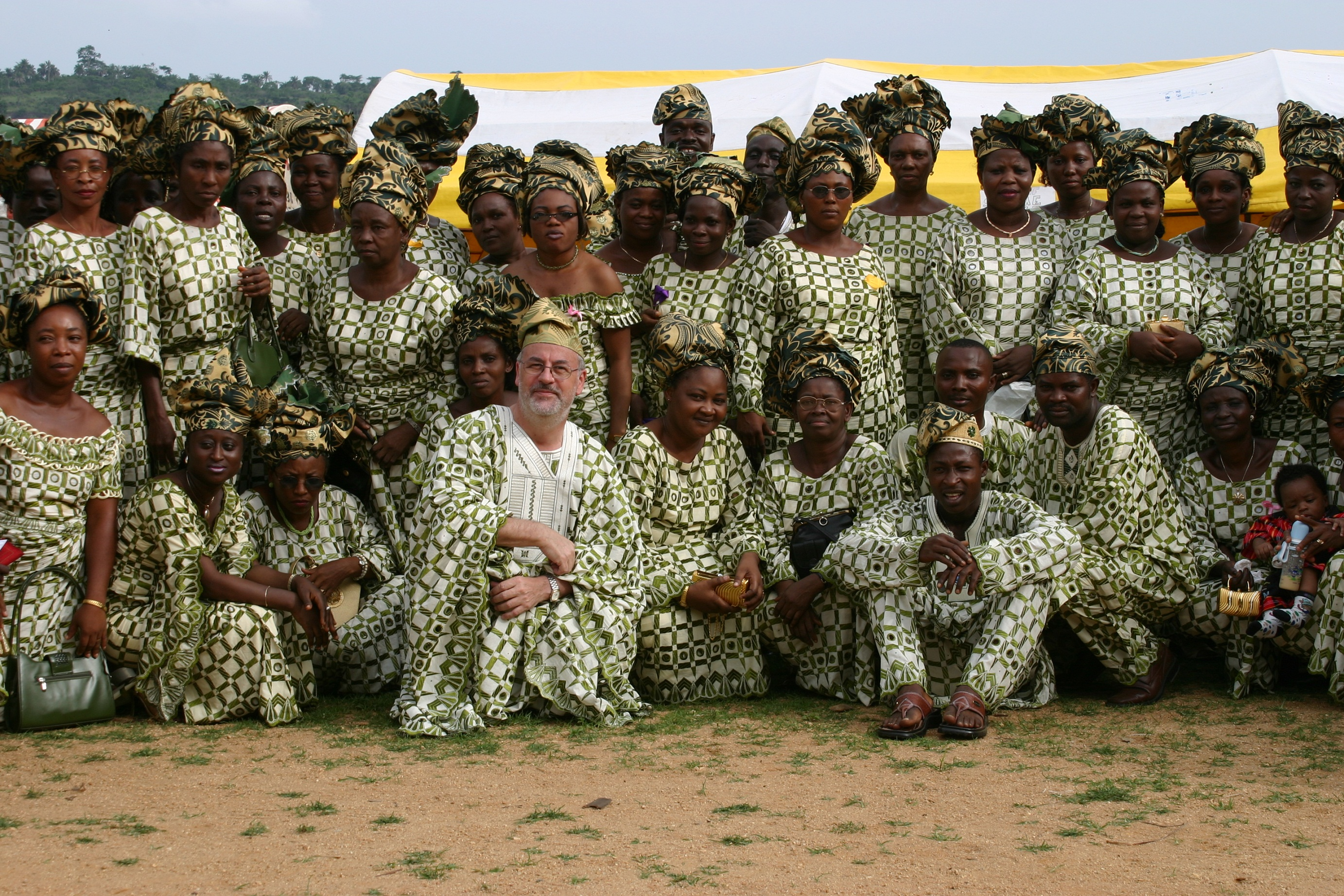
Yorubas vestidos con el traje tradicional de Nigeria durante un funeral.

Aso ebi es un vestido uniforme que se usa tradicionalmente en Nigeria y algunas culturas de África occidental como indicador de cooperación y solidaridad durante las ceremonias y períodos festivos. El propósito de usarlo puede ser la autoidentificación con compañeros de edad, parientes o amigos durante ocasiones sociales o funerales. La asequibilidad de telas como Ankara ha contribuido a la popularidad del vestuario uniforme para ocasiones sociales en Nigeria. 

## Orígenes
La palabra aso en yoruba significa tela y ebi denota familia, por lo que Aso ebi puede describirse como una tela familiar que generalmente se usa durante los funerales o ceremonias familiares.  
Ayodele Olukoju, historiador económico nigeriano, cree que Aso ebi se convirtió en una novedad en 1920 durante un período de auge económico posterior a la Primera Guerra Mundial provocado por los precios más altos para productos como la palma de aceite. Sin embargo, William Bascom remontó el origen a un período anterior cuando los miembros de grados de edad Yoruba usaban un uniforme para marcar los lazos fraternos. En la década de 1950, miembros de organizaciones de mujeres o egbes acudían a ceremonias y aniversarios familiares con el mismo estilo de vestimenta, sandalias, lappa, delantal, collar, donde la cultura significaba una amistad cercana. La vestimenta uniforme también puede ser una medida de la riqueza personal, porque Aso ebi implica rivalidad entre varios egbes o grupos con cada grupo compitiendo para eclipsarse mutuamente en términos de calidad, originalidad y riqueza del uniforme.

## En la sociedad nigeriana
Desde mediados de la década de 1960 hasta finales de la década de 1970, se incorporaron encajes importados a las telas nigerianas y se convirtieron en artículos populares utilizados para el Aso ebi. La mayor demanda de vestidos tradicionales hechos a mano, como Agbada, condujo a un resurgimiento de sastres y diseñadores de moda especializados en la confección de atuendos nativos. Los sastres se esforzaron por satisfacer la creciente demanda y los diseños de vestimenta uniforme, a veces con la ayuda de las revistas para hacer elecciones de estilo. El auge del Aso ebi también coincidió con un intenso mercado de revistas de moda y estilos de vida en Lagos, en el que los sastres miran los diseños en busca de inspiración y sus clientes compran las revistas para ver si ellos o sus amigos aparecen en ella. 
Aso ebi en los últimos tiempos se ha convertido en un fenómeno de ciudad que se ha difundido a otras culturas de África occidental. Comerciantes de materiales textiles importados y locales también se han beneficiado del auge de la demanda de vestimenta uniforme. Algunos comerciantes textiles ofrecen servicios de consulta y tarifas a granel para la elección y el costo del vestido y las telas. Si bien el precio de las telas para coser la vestimenta tradicional es asequible, la práctica de aso ebi todavía se usa a veces como una identificación de riqueza, algunos usan bordados caros y capas adicionales de tela, mientras que otros, que no pueden pagar un atuendo completo, solo agregan tops a juego y cubiertas para la cabeza.